# Tien Voorschriften
De Tien Voorschriften (Pali: dasasila) zijn de voorschriften die de overgang van leek naar monnik in het boeddhisme kenmerken. Het zijn de voorschriften die door de samanera (Pali: novice-monnik) en samaneri (Pali: novice-non) gevolgd dienen te worden.

## Verschil met Vijf en Acht Voorschriften
De Tien Voorschriften bevat de regels die de Acht Voorschriften die basisniveau van moraliteit combineren met een lichte versie van ascese. De zevende regel van de Acht Voorschriften wordt daarbij opgesplitst in twee regels, zodat de eerste tot en met de negende regel van de Tien Voorschriften in feite dezelfde zijn als de acht regels van de Acht Voorschriften.
Daarnaast echter is er een extra regel die het gebruik van geld en goud ontoelaatbaar maakt. Iemand die de Tien Voorschriften volgt kan dus zelf geen geld verdienen of gebruiken en is daardoor voor zijn levensonderhoud totaal afhankelijk van de giften van leken, en dat maakt zijn leven meer dat van een monnik dan dat van een leek.

## Levensstijl
Daar de Tien Voorschriften slechts aan novice-monniken gegeven worden, gaan de Tien Voorschriften samen met een verandering in uiterlijk; het hoofd wordt kaalgeschoren en men gaat de traditionele kledij van de bhikkhus en Bhikkhunis dragen.
Iemand die de Tien Voorschriften volgt is echter geen bhikkhu of bhikkhuni, en hoeft zich niet aan alle regels van de vinaya en de patimokkha te houden. Het wordt echter vaak wel van de novices verwacht dat ze zich houden aan sommige van deze regels van de vinaya en de patimokkha.
Soms worden de Tien Voorschriften gebruikt als voorbereiding op het leven als bhikkhu of bhikkhuni: voordat men de ordinatie als monnik of non kan ontvangen moet men eerst een jaar 'trainen' met de Tien Voorschriften.

## Inhoud
De Tien Voorschriften zijn:
1. Ik onderneem de training van het niet doden van levende wezens.
2. Ik onderneem de training van het niet nemen van wat aan anderen toebehoort (niet stelen).
3. Ik onderneem de training van het afzien van al het seksueel gedrag.
4. Ik onderneem de training van het niet liegen of de onwaarheid spreken.
5. Ik onderneem de training van het niet consumeren van middelen die de geest bedwelmen (drugs en alcohol).
6. Ik onderneem de training van het niet eten op de foute tijd (de foute tijd is van het middaguur tot het ochtendgloren).
7. Ik onderneem de training van het niet bezoeken van shows en gelegenheden van vermaak.
8. Ik onderneem de training van het niet dragen van lichamelijke versieringen en parfums.
9. Ik onderneem de training van het niet gebruiken van een hoge en comfortabele slaapplaats.
10. Ik onderneem de training van het niet gebruiken van goud en zilver